# Le Juch
Le Juch (tiếng Breton: Ar Yeuc'h) là một xã của tỉnh Finistère, thuộc vùng Bretagne, miền tây bắc Pháp.

## Dân số
Người dân ở Le Juch được gọi là Juchois.